# Cycling Team Capec
Das Cycling Team Capec war ein kasachisches Radsportteam mit Sitz in Belgien.
Die Mannschaft wurde 2004 gegründet und erhielt 2005 eine Lizenz als Continental Team, mit der sie hauptsächlich an Rennen der UCI Asia Tour und der UCI Africa Tour teilnahm. Manager war zuletzt Charles Debleser, der von seinen Sportlichen Leitern Wladimir Remyga und Wadim Krawschenko unterstützt wurde. Die Mannschaft wurde Ende der Saison 2006 aufgelöst. Einziger Fahrer der den Sprung in ein ProTeam schaffte war Andrei Misurow, der zum Team Astana wechselte.

## Saison 2006

### Erfolge in der UCI Africa Tour
Bei den Rennen der UCI Africa Tour im Jahr 2006 gelangen dem Team nachstehende Erfolge.
| Datum           | Rennen                          | Fahrer             |
| --------------- | ------------------------------- | ------------------ |
| 13. Februar     | 3. Etappe Ägypten-Rundfahrt     | Alexei Saizew      |
| 11.–19. Februar | Gesamtwertung Ägypten-Rundfahrt | Ilja Tschernyschow |
|                 | UCI Africa Tour                 | Mannschaftswertung |

## Team 2006

### Zugänge – Abgänge
| Zugänge            | Team 2005 | Abgänge             | Team 2006             |
| ------------------ | --------- | ------------------- | --------------------- |
| Waleri Dmitrijew   | Ex-Profi  | Assan Bazajew       | Liberty Seguros-Würth |
| Andrei Medjannikow | Ex-Profi  | Iwan Andrejew       | Unbekannt             |
| Dmitri Grusdew     | Neoprofi  | Kairat Baigudinow   | Unbekannt             |
| Nasar Jumabekow    | Neoprofi  | Wladimir Buschanski | Unbekannt             |
| Alexei Ljalko      | Neoprofi  | Alexei Kolessow     | Unbekannt             |
| Alexei Saizew      | Neoprofi  | Jewgeni Maximow     | Unbekannt             |
|                    |           | Wiktor Schestakow   | Unbekannt             |
|                    |           | Eugen Wacker        | Unbekannt             |
|                    |           | Stanislaw Zwerok    | Unbekannt             |

### Mannschaft
| Name                  | Geburtstag         | Nationalität |
| --------------------- | ------------------ | ------------ |
| Waleri Dmitrijew      | 10. Oktober 1984   | Kasachstan   |
| Alexander Djatschenko | 17. Oktober 1983   | Kasachstan   |
| Alexander Dymowskich  | 5. August 1983     | Kasachstan   |
| Dmitri Grusdew        | 13. März 1986      | Kasachstan   |
| Walentin Iglinski     | 12. Mai 1984       | Kasachstan   |
| Juri Juda             | 13. September 1983 | Kasachstan   |
| Nasar Jumabekow       | 3. Januar 1987     | Kasachstan   |
| Alexei Ljalko         | 12. Januar 1985    | Kasachstan   |
| Andrei Medjannikow    | 11. Juni 1981      | Kasachstan   |
| Andrei Misurow        | 16. März 1973      | Kasachstan   |
| Alexei Saizew         | 13. Juni 1986      | Kasachstan   |
| Ilja Tschernyschow    | 6. September 1985  | Kasachstan   |
| Wadim Wdowinow        | 19. Oktober 1985   | Kasachstan   |

## Platzierungen in UCI-Ranglisten
UCI Africa Tour
| Saison | Mannschaftswertung | Fahrerwertung |
| ------ | ------------------ | ------------- |
| 2006   | 1.                 |               |

UCI Asia Tour
| Saison | Mannschaftswertung | Fahrerwertung       |
| ------ | ------------------ | ------------------- |
| 2005   | 2.                 | Andrei Misurow (1.) |
| 2006   | 6.                 |                     |